# Rankovići
Rankovići (en cyrillique : Ранковићи) est un village de Bosnie-Herzégovine. Il est situé dans la municipalité de Novi Travnik, dans le canton de Bosnie centrale et dans la fédération de Bosnie-et-Herzégovine. Selon les premiers résultats du recensement bosnien de 2013, il compte 953 habitants.

## Géographie
Le village est situé au nord-est de Novi Travnik.

## Démographie

### Évolution historique de la population
| 1948 | 1953 | 1961 | 1971  | 1981 | 1991  | 2013 |
| ---- | ---- | ---- | ----- | ---- | ----- | ---- |
| -    | -    | 711  | 1 071 | 914  | 1 058 | 953  |

|  |

### Communauté locale
En 1991, la communauté locale de Rankovići comptait 1 685 habitants, répartis de la manière suivante :